# 宮澤弘
宮澤 弘（みやざわ ひろし、1921年（大正10年）9月22日 - 2012年（平成24年）5月26日）は、日本の内務・自治官僚、政治家。
自治省官房長、行政局長、消防庁長官、自治事務次官、法務大臣（第61代）、参議院議員（3期）、広島県知事（民選第4代）を歴任した。
戦前・戦後に衆議院議員を務めた宮澤裕の次男。内閣総理大臣を務めた宮澤喜一の弟。
自由民主党参議院議員の宮澤洋一の父。母方の祖父は鉄道大臣を務めた小川平吉。
娘の夫は大蔵官僚の加藤秀樹。

## 来歴・人物

### 出生から学生時代まで
広島県福山市出身。宮澤裕の次男。宮澤三兄弟の幼少の頃を知る従姉妹の和田貞子によれば、「三人はいずれも二歳違いで、とても仲の良い兄弟でした。住まいは東京でしたが、夏になると伯父（裕）の故郷であるこの福山に帰ってきて、海水浴などにでかけていました。お母さんのいうことをよく聞き、礼儀正しい子でしたね。」という。
旧制武蔵高等学校、東京帝国大学法学部政治学科卒業。

### 官僚として
高等文官試験行政科を受験（成績は99番）。兄の喜一が大蔵省、弟の泰が外交官希望だったため、内務省（7月入省。配属先は大臣官房付）に入省。戦時中は海軍主計中尉、大尉としてボルネオに就く。1946年復員後の7月、両親の住居に近い千葉県庁に2年間赴任の後、1948年新設された総理庁官房自治課（職制班）に復帰（課長は鈴木俊一）、地方自治法の改正にGHQとの交渉にあたる。振興課長時代には奄美群島の本土復帰後の直轄事業や町村合併にあたった。1954年鳩山内閣憲法調査会参事官。同年、千葉県庁総務課長を経て1959年から柴田等千葉県知事下で副知事。副知事として千葉の開発方式に重大な路線敷きを行う。企業に開発費を出させて、その代わりに土地を渡すという「千葉方式」を導入して京葉工業地帯開発に伴う東京湾大規模埋め立てを進める。しかし地元住民の立場に立った開発を主張し、埋立て利権を民間によこせと圧力をかけてくる自民党や財界と対立した。宮澤は漁民が転業のための補償金を欲しがっているという土地の事情を考慮して、初め埋立地は住宅用地にするつもりで住宅公団に相談していた。ところが地盤沈下があって技術的に難しいという結論が出て、それならレクレーション施設しかないと考えていたところに、オリエンタルランドが東京ディズニーランドの話を持ち込んできたものである。千葉県の開発行政は、柴田等知事下で副知事を務めた友納武人と宮澤、2代の若い副知事が実質的に成し遂げたのものといわれる。
1963年、友納の県知事就任で自治省に戻り、行政課長、大臣官房参事官（税務担当）、1966年 官房長、行政局長、1972年 消防庁長官を務める。自治省でも有数の理論家と知られ、行政課長補佐時代には当時の課長・長野士郎とともに昭和の市町村大合併に携わる。コミュニティ問題にも早くから取り組み、行政局長時代には広域市町村圏と共に力を入れる。また国から地方への機能分担論を自治官僚として最初に提唱し、後の地方分権という概念に影響を与えたといわれる。1970年の著書『地方都市の魅力』は名著と評価される。

### 政治家として
自治事務次官から広島県知事へ
1973年、自治事務次官に就任するが同年退官し、広島県知事選挙に出馬して初当選を果たした。広島県知事は2期8年務める。高度経済成長から安定成長に向かう中、開発中心主義の見直しや「コミュニティーづくり」を掲げた。全国に先駆けて、許認可権を県から市町村に移譲、福祉、環境対策を重視し、物資不足や物価高騰を招いたオイルショックでは県民生活の安定に力を注いだ。また県側の立場としては珍しく広島市の政令指定都市昇格に協力した。1978年には長洲一二神奈川県知事・畑和埼玉県知事とともに国家から地方自治体への下方型自治制度を上昇型制度へと変革することを狙いとした「地方の時代」を提唱した。また広島空港の移転話は宮澤知事の時代に調査が始まったもので、広島大学の東広島市移転を柱にした賀茂学園都市建設も宮澤が進めたものであるが、東京と同じように郊外へ重要施設を移転するという施策が正しかったかという議論は今も続いている。地方自治のエースと期待されたほどの成果が上がったかは疑問という見方もある。
自民党参議院議員
1981年11月、参議院広島県選挙区補欠選挙に自由民主党から立候補し、当選。3期務めた。参議院改革を目指す斎藤十朗の調査会に参加。海部内閣時代に自民党副幹事長。1995年10月、金銭スキャンダルにより辞任した田沢智治に代わり、村山改造内閣で法務大臣に任命され、初入閣を果たした。在任中、オウム真理教に対する破壊活動防止法適用の研究に尽力した（オウム真理教破壊活動防止法問題）。また同年12月21日には、名古屋女子大生誘拐殺人事件の犯人である木村修治（当時45歳、名古屋拘置所在監）ら死刑囚3人の刑を執行している。
1998年の第18回参議院議員通常選挙には出馬せず、政界を引退した。

### 晩年
2003年法務省内に設置された「行刑改革会議」座長を務めた。
2012年5月26日、老衰のため東京都渋谷区神宮前の自宅で死去。享年91（満90歳没）。

## 家族・親族

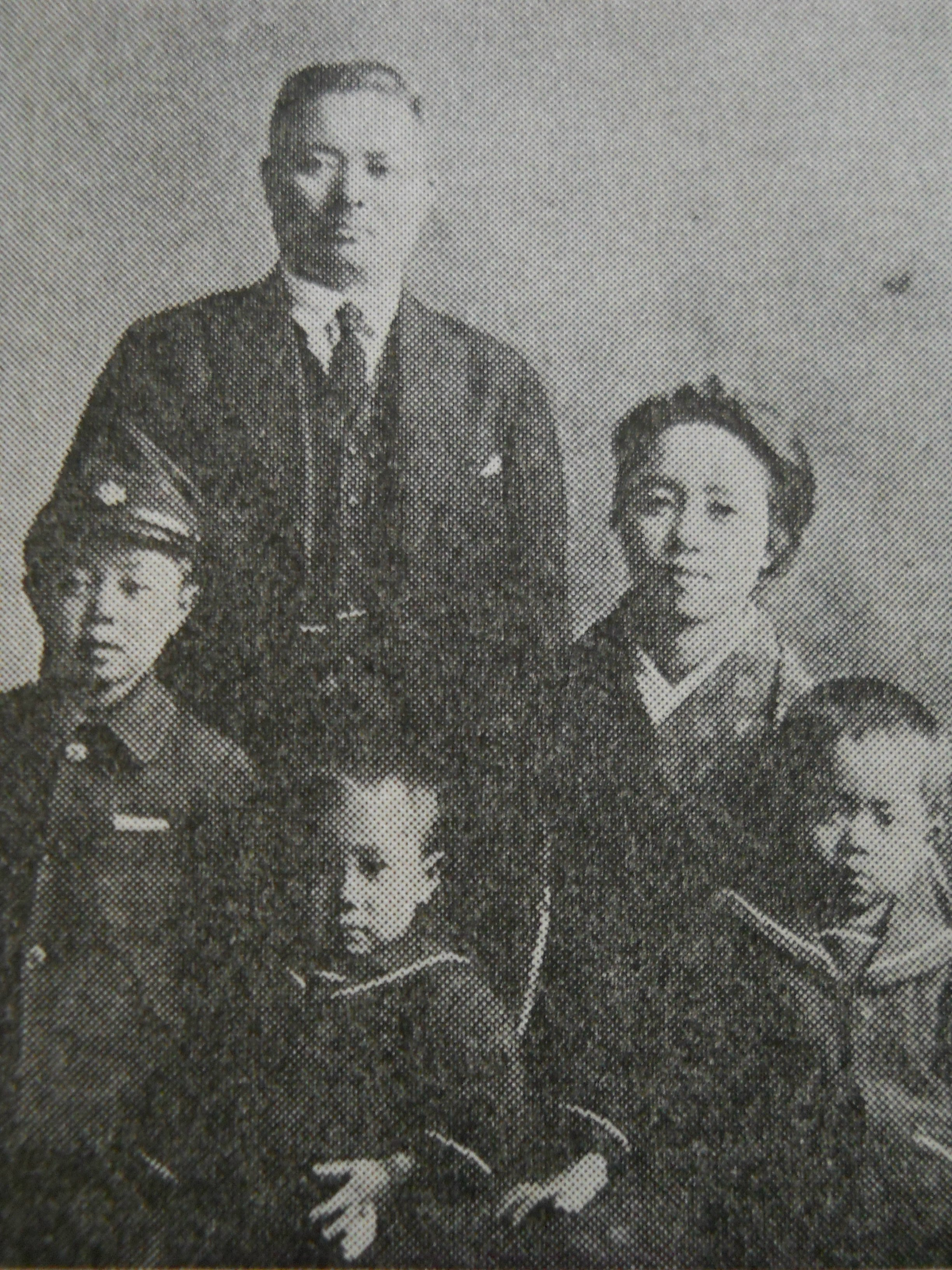
宮澤家の人々
後列左より、父・宮澤裕、母・こと
前列左より、兄・喜一、弟・泰、弘

### 宮澤家
（広島県福山市金江町、東京都渋谷区神宮前）
- 妻・玲子（広島県、実業家・政治家岸田正記の長女、官僚・政治家岸田文武の妹、政治家岸田文雄の叔母[45]）
  - 長男・洋一（官僚、政治家）
    - 長男妻（実業家柳田誠二郎（元日本航空社長）の孫娘[46]）

  - 女子：官僚加藤秀樹（元労相加藤常太郎の孫）の妻[46]
  - 女子：官僚中澤佐市（ぬ利彦社長中澤彦七の息子）の妻[46]）

## 著書
- 『新国土計画論―土地利用計画の提唱』 有斐閣、1968年
- 『地方都市の魅力―過密社会との訣別』 日本経済新聞社、1970年
- 『都市からの出発―地方都市の未来図』 読売新聞社、1973年
- 『地方都市ルネッサンス―あすの国土と市民生活』 日本経済新聞社、1977年
- 『さらば「何でも東京」病』 講談社 1981年
- 『チョッピリ本音』 ぎょうせい、1985年
- 『地方自治に生きる 宮澤弘回顧録』第一法規、2007年。聞き手御厨貴、飯尾潤